# Cibla (novads)
Cibla (łot.: Ciblas novads) – jeden z łotewskich novadsów, funkcjonujący w latach 2009–2021.

## Historia
Novads powstało na terenach należących przed 2009 do rejonu Lucyn.
W skład novadsu wchodziło pięć pagastsów: Blonti, Cibla, Līdumnieki, Pušmucova i Zvirgzdene. Jego stolicą została wieś Cibla.
Zlikwidowany w ramach reformy administracyjnej 30 czerwca 2021. Wszedł w całości w skład nowego novadsu Lucyn.